# William Cullen Bryant

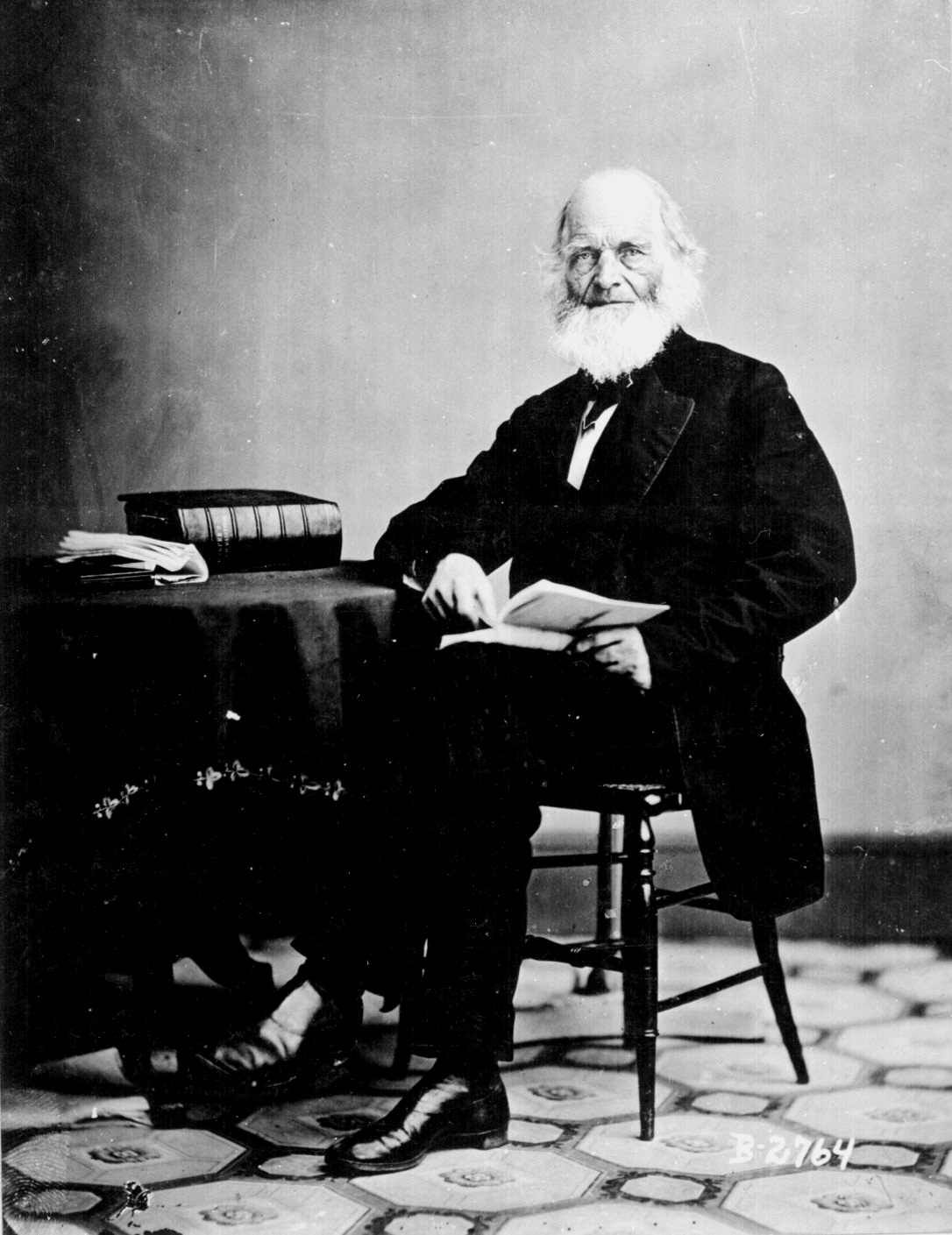
William Cullen Bryant

William Cullen Bryant (* 3. November 1794 in Cummington, Massachusetts; † 12. Juni 1878 in New York City) war ein amerikanischer Schriftsteller, Jurist und Journalist.

## Biografie
Bryant war der zweite Sohn des berühmten Arztes Peter Bryant. Das Haus, in dem er seine Kindheit und Jugend verbrachte, ist heute als William Cullen Bryant Homestead bekannt. Er absolvierte seine Schulzeit auf dem Williams College in Williamstown, verließ die Schule aber vorzeitig und bereitete sich privat auf die fälligen Prüfungen vor, welche er dann mit Bravour bestand. Anschließend studierte er Jura in Worthington und wechselte mit demselben Fach nach Bridgewater. 1815 beendete er sein Studium und wurde als Anwalt zugelassen.
Seit seiner Schulzeit verfasste Bryant Gedichte. 1808 konnte er mit The embargo, einer politischen Satire debütieren, mit der er sich über Thomas Jefferson und seine Minister lustig machte. Aus dieser Zeit stammte sein dramatischer Versuch Spanish revolution. Als Rechtsanwalt ließ sich Bryant in Great Barrington nieder, wo er neben dem Amt des Stadtschreibers auch das des Friedensrichters innehatte.
Dort entstand ein Großteil seines lyrischen Werks, darunter auch 1817 Thanatopsis. Darin wird der Tod nicht als schreckliche Erscheinung, sondern vielmehr als  allgemeine Tatsache der Natur dargestellt. Das Gedicht erregte sehr großes Aufsehen und galt vielen Poeten, u. a. Henry Wadsworth Longfellow als richtungsweisend. Mehrere seiner Gedichte konnte er in der North American Review veröffentlichen, darunter The waterfowl und The inscription for the entrance to the wood. Dort wurde auch sein größtes poetisches Werk abgedruckt: The Ages, ein Lehrgedicht über die Fortentwicklung des Menschengeschlechts, das er 1821 bei der Abschlussfeier an der Harvard University bei Phi Beta Kappa vortrug. Seinen literarischen Durchbruch erreichte er mit dem Gedicht Thanatopsis, das er bereits 1810 verfasst, aber erst 1817 anonym publiziert hatte.
1824 heiratete er in Great Barrington Frances Fairchild, legte dort alle seine Ämter nieder und ließ sich zusammen mit seiner Ehefrau in New York nieder. Bryant bekam eine Anstellung bei der New York Review und wechselte später zur New York Evening Post. Er begann als freier Mitarbeiter und avancierte dort innerhalb weniger Jahre zum Chefredakteur. In den Jahren 1827 bis 1830 redigierte Bryant zusammen mit dem Juristen und Journalisten Gulian Crommelin Verplanck (1786–1870) die Zeitschrift The Talisman. Von 1844 bis 1846 präsidierte er der American Art-Union.

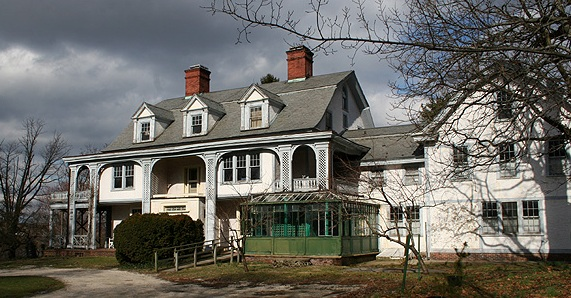
Den Landsitz Cedarmere kaufte Bryant 1843.

In allen seinen Artikeln und Pamphleten kämpfte Bryant gegen die Sklaverei und befürwortete genau so vehement die Freihandelspolitik seines Landes. Zeit seines Lebens war er politisch engagiert; als Mitglied der Free Soil Party war er auch an der Gründung der Republikanischen Partei beteiligt. Später unterstützte er mit allen Kräften die Politik von Abraham Lincoln.
In Bryants übrigen lyrischem Werk sind William Cowper und William Wordsworth als wichtige Vorbilder zu nennen; doch es triumphiert hier eine positive, fröhliche Lebenseinstellung über dem mystischen Versenken in die Natur. Als 1832 eine Anthologie seiner Gedichte in London erschien, wurde Bryant von seinem Verleger eingeladen. Bryant nutzte dies und startete 1834 zu einer mehrjährigen Reise durch Europa; 1845 unternahm er mit seinem Freund Charles Leupp eine zweite Reise und besuchte unter anderem Syrien und Ägypten. In den Jahren 1849/50, 1857/58 und 1866/67 folgten weitere Reisen. Die literarische Ausbeute dieser Reisen fanden sich als Letters of a traveller in Europe and America und Letters from the East im Feuilleton der New York Evening Post wieder. 1855 wurde er in die American Academy of Arts and Sciences gewählt.
Als politischer Redner ist Bryant auch öffentlich mit großem Erfolg aufgetreten. Seinen politischen Grundsätzen nach gehörte er zu den Republikanern und zu den konsequentesten Bekämpfern der Demokratischen Partei. Von seinem Spätwerk war nach Bryants eigenen Aussagen seine Übersetzung der Ilias und der Odyssee von Homer ihm am wichtigsten. Daneben entstanden noch Übersetzungen von anderen griechischen und römischen Autoren. Außerdem verfasste er zusammen mit seinem Kollegen Sydney Howard Gay (1814–1888) die Popular history of the United States.
Im Alter von 83 Jahren starb William Cullen Bryant am 12. Juni 1878 in seinem Haus in 24 West Sixteenth Street in Manhattan. Nach seinem Tod ordnete der Bürgermeister New York Citys Trauerbeflaggung an den öffentlichen Gebäuden der Stadt an. Die Beerdigung fand zwei Tage später statt. Nach der Trauerfeier wurde der Sarg mit dem Leichnam mit einem Sonderzug zur letzten Ruhestätte Bryants in Roslyn auf Long Island gebracht.
Nicht nur als politischer Journalist hat sich Bryant einen Namen gemacht. Gerade auch als Poet hat er mit seiner z. T. fast ehrfürchtigen Beschreibung der Natur vielen nachfolgenden Lyrikern Impulse gegeben.
Der Bryant Park, eine Grünanlage in Manhattan, wurde nach William Cullen Bryant benannt.

## Werke
- Among the trees (1874)
- The fountain and other poems (1842)
- Letters of a traveller in Europe and America (1845)
- Library of poetry and song (1870/72)
- Orations an addresses (1873)
- Popular history of the United States (1878/82)
- Thanatopsis (1817)
- Thirty poems (1864)
- The whitefooted deer and other poems (1844)

## Belege
1. ↑  Park Godwin: A Biography of William Cullen Bryant: With Extracts from His Private Correspondence. Band 2. D. Appleton & Company, New York 1883, S. 404–409 (englisch, archive.org).